# Disney Channel (Alemania)
Disney Channel es un canal de televisión abierta de Alemania, perteneciente a The Walt Disney Company Germany Switzerland & Austria (subsidiaria de The Walt Disney Company).

## Historia
Fue lanzado el 16 de octubre de 1999 por Buena Vista (Alemania) y con el lema de Dein Ideensender (Su transmisor ideal o Su transmisor de ideas). 
En abril de 2013, se anunció que Disney Channel reemplazaría al canal de Aire alemán Das Vierte desde de enero de 2014. El canal Das Vierte fue comprado por The Walt Disney Company en 2012. La fecha oficial del lanzamiento en la señal digital fue el 17 de enero. Además estrenó un nuevo logo que consiste en la firma clásica de Disney, pero esta vez con las orejas del clásico personaje Mickey Mouse encima del punto de la letra "i", que forma su cabeza, dejando de usar el anterior logo de la caja, que se venía usando desde 2010. Dicho logo también fue estrenado en Estados Unidos el 23 de mayo de 2014, y se espera que los demás 42 feeds internacionales de Disney Channel en el mundo, usen también este mismo logo.